# Grand Prix Jules Lowie 1948
La 5e édition du Grand Prix Jules Lowie, devenu la Nokere Koerse en 1963, a eu lieu le 28 avril 1948. Elle a été remportée par le Belge Roger Cnockaert.

## Classement final
Roger Cnockaert remporte la course. Cent-trente-et-un coureurs ont pris le départ.
| Classement final, | Classement final, | Classement final, | Classement final, | Classement final, |
|                   | Coureur           | Pays              | Équipe            | Temps             |
| ----------------- | ----------------- | ----------------- | ----------------- | ----------------- |
| 1er               | Roger Cnockaert   | Belgique          | '                 |                   |
| 2e                | André Declerck    | Belgique          |                   |                   |
| 3e                | Jeroom Reynier    | Belgique          |                   |                   |
| modifier          |                   |                   |                   |                   |